# Prémanon
Prémanon – miejscowość i gmina we Francji, w regionie Burgundia-Franche-Comté, w departamencie Jura.
Według danych na rok 1990 gminę zamieszkiwało 606 osób, a gęstość zaludnienia wynosiła 22 osoby/km² (wśród 1786 gmin Franche-Comté Prémanon plasuje się na 261. miejscu pod względem liczby ludności, natomiast pod względem powierzchni na miejscu 46.).
Od 1998 r. istnieje tu Centrum Polarne P.-É. Victora (franc. Centre polaire Paul-Émile Victor), powstałe w miejscu wcześniejszego Muzeum Polarnego P.-É. Victora - słynnego francuskiego etnologa, polarnika, podróżnika i pisarza.